# Жеро I (граф Арманьяк)
Жеро I Подібний Леву (фр. Géraud Ier Trancaléon; д/н — 1014/1020) — 2-й граф Арманьяк в 995—1020 роках.

## Життєпис
Походив з Дому Арманьяк. Син Бернара I, графа Арманьяк, та Емеріни. Про нього замало відомостей. 995 року після смерті батька успадкував графство Арманьяк. За свою звитягу, яку, напевне, виявив під час Реконкісти на Піренейському півострові, отримав своє прізвисько Транкалеон (Подібний Леву). Напевне, в цьому допомагав своїм родичам з Наваррського королівства.
Стосовно дати смерті існують розбіжності. За однією версією Жеро I помер 1011 року. Втім більш імовірним є те, що граф одружився вдруге — з Аделаїдою з династії Рамнульфідів. Помер у 1014 або 1020 році. Йому спадкував син Бернар.

## Родина
Ім'я першої дружини невідоме. Другою дружиною була Аделаїда, донька Вільгельма V, герцога Аквітанії.
Діти:
- Вільгельм, сеньйор де Фурсе
- Бернар (д/н—1064/1090), граф Арманьяк, герцог Гасконі
- Галдіс, дружина Адемара де Полестрон